# 아프리카코뿔새
아프리카코뿔새(Abyssinian ground hornbill) 또는 북부땅코뿔새(Northern ground hornbill)는 아프리카의 새로 적도 이북에서 발견되며 땅코뿔새의 두 종 중 하나이다. 코뿔새의 두 번째로 큰 종으로, 약간 큰 남부땅코뿔새 다음으로 크다.

## 묘사

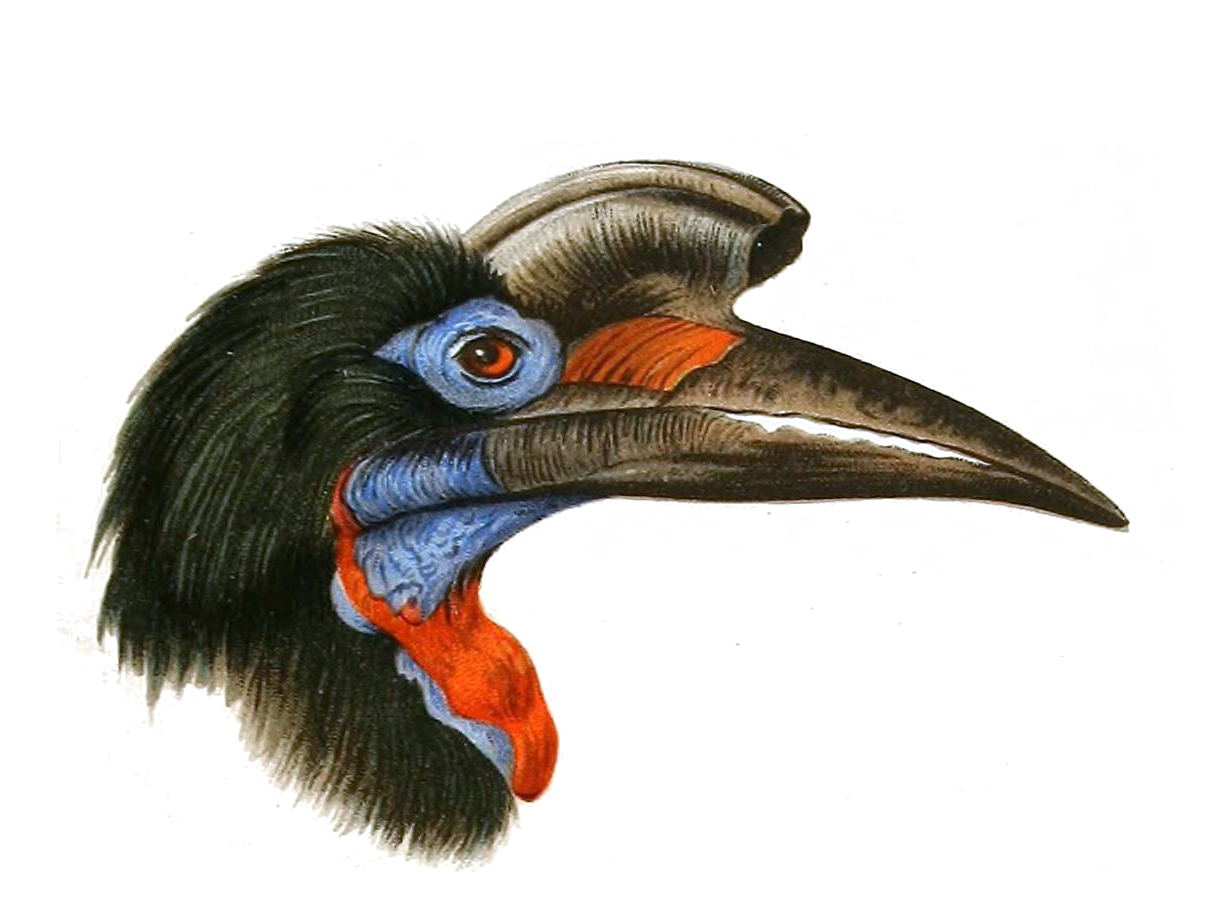
아프리카코뿔새의 클로즈업 스케치

아프리카코뿔새는 하늘에서 볼 수 있는 검은 몸 깃털과 흰 일차 깃털을 가진 크고 육지에 사는 코뿔새이다. 다 자란 수컷은 눈 주위에 푸른색의 맨살 조각이 있고 목과 목에는 푸른색의 윗목을 제외하고 붉은 색의 부풀릴 수 있는 맨살 조각이 있다. 부리는 하악골 밑부분에 붉은 반점이 있는 것을 제외하고는 길고 검은색이다. 지폐 위에는 짧게 열린 검은색 투구가 있다. 암컷은 비슷하지만 더 작고, 맨살은 완전히 짙은 파란색이다. 어린 새들은 짙은 갈색이고 작은 부리와 초기의 투구를 가지고 있다. 보통 3년이 걸리는 어린 개체가 성장하면서, 어른들의 깃털, 맨살 색깔, 그리고 투구를 점차 발달시킨다. 전체 길이는 90~110cm(35~43인치)이다.
아프리카코뿔새는 눈을 둘러싸고 있는 속눈썹처럼 보이는 긴 깃털을 가지고 있다. 이것들은 눈을 부상으로부터 보호한다.
보고된 바에 따르면, 평균 키는 약 90~100cm, 몸무게는 약 4kg이다. 스티븐슨과 팬쇼에 따르면 아프리카코뿔새는 평균적으로 102cm(40인치)의 남부땅코뿔새보다 더 큰 종이지만, 출판된 무게와 표준 측정은 반대로 남쪽 종이 실제로 약간 더 크다는 것을 나타낸다.

## 분포 및 서식지

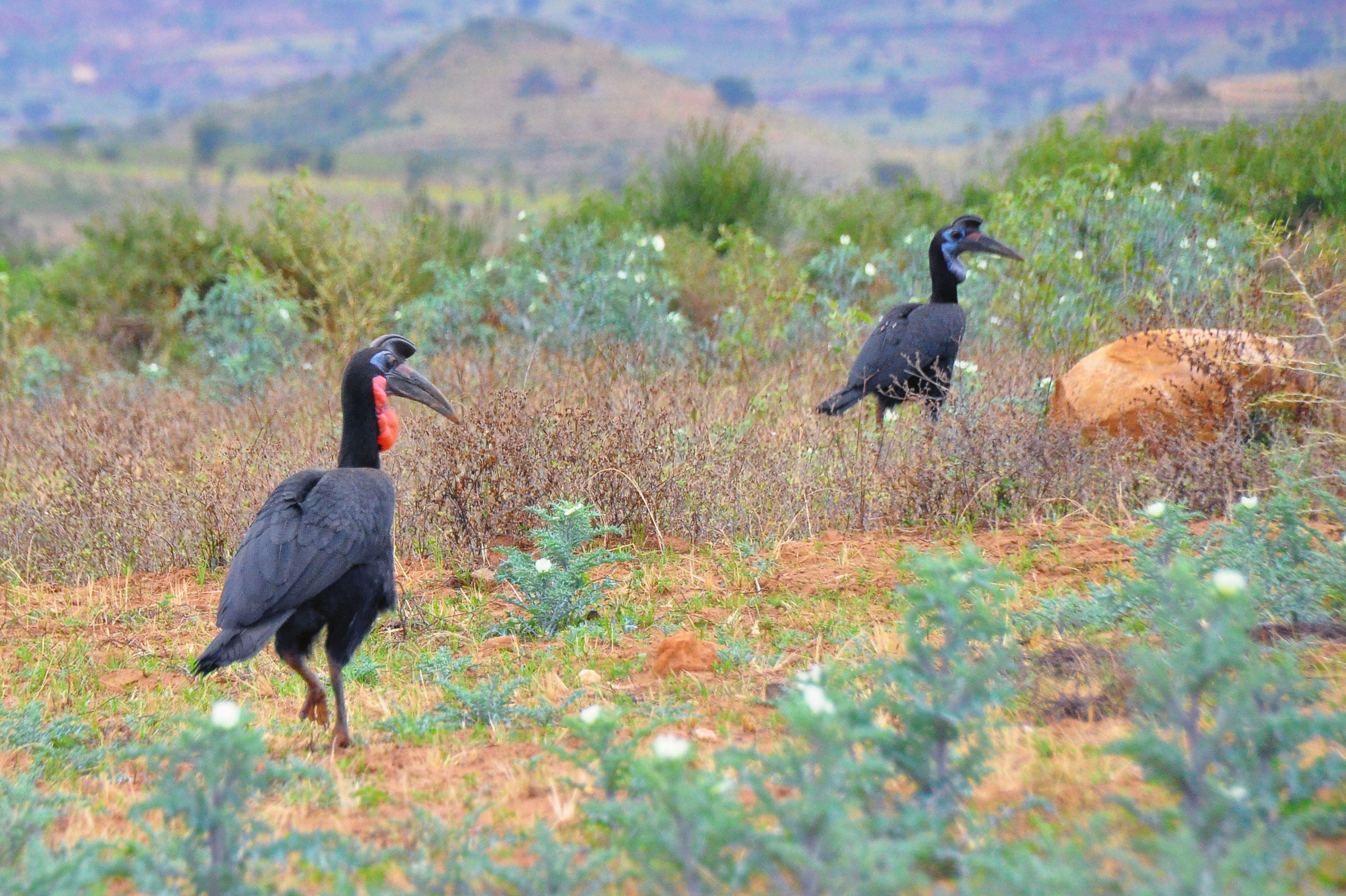
에티오피아의 오모강 계곡에 있는 아프리카코뿔새

아프리카코뿔새는 모리타니 남부와 세네갈, 기니부터 동쪽으로 에리트레아와 에티오피아, 소말리아 북서부, 케냐 북서부, 우간다에 이르는 사하라 이남 아프리카 북부 지역에서 발견된다.
사바나 지역과 사막 아래 관목 지대, 암반 지역의 개방된 서식지에서 발견되며, 시각적인 먹이 찾기 기술을 가능하게 하는 짧은 초목을 선호한다. 이 종들이 서식하는 지역은 보통 남부땅코뿔새가 선호하는 서식지보다 건조한 지역이다. 그것은 교란된 지역을 견딜 수 있지만 둥지로 사용하기 위해서는 큰 나무가 필요하다.
아프리카코뿔새는 탈출했거나 의도적으로 미국 플로리다주로 방류되었지만, 개체군이 번식하고 있다는 증거는 없으며, 계속되는 방류나 탈출로 인해 지속될 가능성이 있다.

## 행동
아프리카코뿔새는 탁 트인 초원에서 쌍을 이루거나 작은 가족 파티에서 산다. 그들은 걷는 것으로 그들의 영역을 순찰하고, 보통 경고를 받았을 때만 공중으로 날아간다. 사육 상태에서는 35~40년을 살 수 있다. 야생에서 먹이는 거북, 도마뱀, 뱀, 새, 거미, 딱정벌레, 애벌레 등 다양한 작은 척추동물과 무척추동물로 이루어져 있다. 지상의 뿔뿔이 흩어진 지역은 2~100 평방 마일(5.2~259.0 km2)이다. 주행성 동물이다.

### 먹이
아프리카코뿔새는 기회주의자들의 먹이로, 더 큰 동물이나 불길에 방해받는 작은 동물들을 먹이로 삼기 위해 울퉁불퉁한 소떼와 산불을 따른다. 아프리카코뿔새는 그들이 마주치는 동물들을 물어뜯고 먹으며 하루에 11 킬로미터까지 걸을 수 있다. 그들은 또한 땅에서 절지동물을 캐고 벌집을 위해 벌통을 공격하는 것으로 기록되어 있다. 이 강한 부리는 먹이가 먹기 전에 포획하고 극복하는 데 사용된다.

## 문화적 중요성
아프리카코뿔새는 상업적 사냥꾼들의 일반적인 채석장은 아니지만, 동물원에서 사육되는 경우는 드물지 않다. 일부 지역에서는 이 종이 문화적으로 중요하며 사냥꾼들은 이 새들이 야생 유제류 채석장을 스토킹하는 데 도움이 된다는 믿음으로 이 새들의 잘린 머리와 목을 목에 묶을 수 있다. 어떤 마을에서는 이 소리가 종종 모방되고 심지어 아프리카코뿔새의 수컷과 암컷 듀엣을 기반으로 한 전곡이 있다.